# Mirko Herceg
Mirko Herceg je bosanskohercegovački reprezentativni rukometaš
Bio je igrač Izviđača iz Ljubuškog. Igra za mađarski prvoligaški klub Gyöngyösi KK.
S mladom reprezentacijom Hrvatske 2011. na Svjetskom prvenstvu plasirao se na 8. mjesto.
Poslije je prešao u bosanskohercegovačku rukometnu reprezentaciju. S njom je nastupio na Europskim prvenstvima u rukometu 2020., 2022. i 2024. godine.